# Exorcismus - Cleo, la dea dell'amore
Exorcismus - Cleo, la dea dell'amore (Blood from the Mummy's Tomb) è un film del 1971 diretto da Seth Holt e completato dal produttore Michael Carreras, dopo la morte del regista prima del termine delle riprese.
La pellicola è stata prodotta della Hammer Films.

## Trama
La figlia di uno scienziato è oggetto di una possessione diabolica.
Lo spirito è quello di Cleo, dea dell'amore, risvegliatosi durante una spedizione archeologica.